# 임정욱
임정욱(Jungwook Lim, 1969년 ~ )은 대한민국의 언론인이자 기업인이다. 조선일보에서 기자로 일했으며, 다음커뮤니케이션 글로벌센터장, 미국 라이코스 CEO를 역임했다. 2014년부터 2020년 2월까지 스타트업 얼라이언스(Startup Alliance) 센터장을 맡았다. 2020년부터 창업투자회사인 주식회사 티비티 파트너스의 공동대표를 맡고 있다.

## 경력
- 2020년 ~ 현재: 티비티 파트너스 공동대표 (tbt.partners)
- 2014년 ~ 2020년: 스타트업 얼라이언스 센터장 (startupall.kr)
- 2009년 ~ 2012년: 라이코스 CEO
- 2006년 ~ 2009년: 다음커뮤니케이션 글로벌센터장 등
- 2005년 ~ 2006년: 조선일보JNS 대표이사
- 2002년 ~ 2005년: 조선일보 IT기획팀장 20
- 1995년 ~ 1999년: 조선일보 기자

## 학력
- 2007년: 서울대학교 경영대학원 문화콘텐츠글로벌리더과정(GLA) 3기 수료
- 2000년 ~ 2002년: 캘리포니아 대학교 버클리 경영대학원(Haas School of Business) 경영학석사(MBA) 졸업
- 1999년: 스탠포드 대학교 경영대학원 SEIT 벤처 비즈니스과정 수료
- 1989년 ~ 1995년: 한국외국어대학교 경영학 학사 졸업

## 저서
- 《나는야 호기심 많은 관찰자: 임정욱의 인사이드 아메리카 이야기》, 더난출판사, 2018년. ISBN 9788984059337

### 번역서
- 《Inside Apple (인사이드 애플): 비밀 제국 애플 내부를 파헤치다》, 청림출판, 2012년. ISBN 9788935209262

### 공저
- 《아이패드 혁명: 애플과 태블릿PC가 만드는 라이프 비즈니스 쇼크》,  예인, 2010년. ISBN 9788994382074